# ヤンターリ (人工衛星)
ヤンターリ（露: Янта́рь: 琥珀）は、ソビエト連邦およびロシア連邦の偵察衛星シリーズ。ゼニット衛星を補助し、最終的にゼニットと置き換えられた。
173機が打ち上げられ、9機が打上げの失敗により失われた。最も新しい機体は2015年6月5日に打ち上げられたコスモス2505号（ヤンターリ‐4K2M「コーバリト-M」）である。打上げにはすべてソユーズUロケットが使用されている。
ヤンターリ衛星は後のドン（オルレーツ-1）、レスールス、ペルソナ衛星の基礎にもなった。
なお、コスモス2175号（ヤンターリ-4K2「コーバリト」）は、ソビエト連邦の崩壊後にロシア連邦が最初に打ち上げた人工衛星だった。
なお、ヤンターリ-4KS1M/ネマンは、リアルタイム伝送機能を持つ。

## 一覧
| シリーズ名       | 別称                 | GRAU index | 最古           | 最新           | 打上げ数 | 備考 |
| ---------------- | -------------------- | ---------- | -------------- | -------------- | -------- | ---- |
| ヤンターリ-1KFT  | コメータ、シルエート | 11F660     | 1981年2月18日  | 2005年9月2日   | 21       |      |
| ヤンターリ-2K    | フェーニクス         | 11F624     | 1974年5月23日  | 1983年6月28日  | 30       |      |
| ヤンターリ-4K1   | オクターン           | 11F693     | 1979年4月27日  | 1983年11月30日 | 12       |      |
| ヤンターリ-4K2   | コーバリト           | 11F695     | 1981年8月21日  | 2002年2月25日  | 82       |      |
| ヤンターリ‐4K2M  | コーバリト-M         | 11F695M    | 2004年9月24日  | 2010年4月16日  | 6        | 現役 |
| ヤンターリ-4KS1  | チェリレーン         | 11F694     | 1982年12月28日 | 1990年12月21日 | 15       |      |
| ヤンターリ-4KS1M | ネーマン             | 17F117     | 1991年7月10日  | 2000年5月3日   | 9        |      |